# Frank Tidy
Frank Tidy (Liverpool, 17 maggio 1932 – Kent, 27 gennaio 2017) è stato un direttore della fotografia britannico dell'Inghilterra.

## Biografia
Tidy ha prima lavorato nell'animazione in stop motion per poi iniziare l'attività come direttore della fotografia. Insieme a Roger Woodburn e Peter Biziou, ha fondato la società Valley Films, con cui ha lavorato a centinaia di spot pubblicitari, molti dei quali diretti dal regista Ridley Scott e da suo fratello Tony Scott . Nel 1977 è stato direttore della fotografia nel debutto alla regia di Ridley Scott, I duellanti, per il quale ha ottenuto una candidatura per il BAFTA alla migliore fotografia.
La filmografia di Tidy include inoltre Fermati, o mamma spara, Trappola in alto mare e Reazione a catena. È stato candidato al Genie Award per la migliore fotografia nel 1986 per il film Un magico Natale.
Tidy è morto il 27 gennaio 2017, all'età di 84 anni, in una casa di cura del Kent per le conseguenze di una forma di demenza.

## Filmografia

### Cinema
- I duellanti (The Duellists), regia di Ridley Scott (1977)
- The Grey Fox, regia di Phillip Borsos (1982)
- Il codice del silenzio (Code of Silence), regia di Andrew Davis (1985)
- Un magico Natale (One Magic Christmas), regia di Phillip Borsos (1985)
- Sweet Liberty - La dolce indipendenza (Sweet Liberty), regia di Alan Alda (1986)
- Su e giù per i Caraibi (Hot Pursuit), regia di Steven Lisberger (1987)
- Uccidete la colomba bianca (The Package), regia di Andrew Davis (1989)
- Amore e magia (The Butcher's Wife), regia di Terry Hughes (1991)
- Fermati, o mamma spara (Stop! Or My Mom Will Shoot), regia di Roger Spottiswoode (1992)
- Trappola in alto mare (Under Siege), regia di Andrew Davis (1992)
- Harry e Carota (Me and the Kid), regia di Dan Curtis (1993)
- Wagons East!, regia di Peter Markle (1994)
- Il gemello scomodo (Steal Big Steal Little), regia di Andrew Davis (1995)
- Reazione a catena (Chain Reaction), regia di Andrew Davis (1996)

### Televisione
- Gli occhi dell'assassino (Through the Eyes of a Killer), regia di Peter Markle - film TV (1992)
- Appuntamento sotto l'albero (Christmas in My Hometown), regia di Jerry London - film TV (1996)
- Il terzo gemello (The Third Twin), regia di Tom McLoughlin - film TV (1997)